# Paradisfågelsträd
Paradisfågelsträd (Caesalpinia gilliesii) art i familjen ärtväxter och förekommer naturligt i Peru, Chile, Argentina och Uruguay. Numera finns arten naturaliserad på många håll i tropikerna och odlas ibland som krukväxt i Sverige.

## Synonymer
Caesalpinia macrantha Delile
Erythrostemon gilliesii (Hook.) Link, Klotzsch & Otto
Poinciana gilliesii Hook.